# Pernštejnský rok
Pernštejnský rok (též Pernštejnský rok 2012) je název projektu a kulturní akce, která se konala v roce 2012. Jde o součást projektu Po stopách šlechtických rodů, jehož hlavním organizátorem je Národní památkový ústav (NPÚ). Záštitu pak převzali ministryně kultury Alena Hanáková, hejtman Pardubického kraje Radko Martínek a hejtman Olomouckého kraje Martin Tesařík.

## Historie
Celý projekt odstartoval 11. ledna 2012 v Lobkovickém paláci v Praze, kdy došlo k připomenutí 425. výročí svatby Polyxeny z Pernštejna a Viléma z Rožmberka. Zahájení se zúčastnili ministryně kultury Alena Hanáková, náměstkyně pro kulturní dědictví Anna Matoušková, generální ředitelka NPÚ Naděžda Goryczková a William Lobkowicz.
Hlavní program zahájilo 30. dubna otevření výstavy Pernštejnové a jejich doba v Salmovském paláci v Praze. Výstava byla zaměřena na představení života šlechty v pozdním středověku a raném novověku. Také zde byly návštěvníkům přiblíženy milníky v životě šlechty, tedy narození a s tím spojený křest, sňatek, smrt a pohřeb. Část výstavy se zaměřila i na architekturu, zejména šlechtických sídel Pernštejnů. 
V duchu Pernštejnského roku probíhal také 2. ročník (v pořadí 3.) Hradozámecké noci, jejíž centrum se letos nacházelo na hradě Kunětická hora. V areálu pardubického zámku pak byly o víkendech a na požádání otevřeny pro veřejnost kryty civilní obrany.
V malé vesnici Veselý Kopec došlo ke spojení oslav Pernštejnského roku s výročím otevření expozice lidové architektury, v roce 1972 zpřístupněna veřejnosti pod původním názvem Soubor lidových staveb a řemesel Vysočina, od roku 1982 profesionalizované muzeum v přírodě s názvem Soubor lidových staveb Vysočina.
Přehled jednotlivých akcí:
- 25. ledna – Národní muzeum, Praha – přednáška Petra Vorla na téma Páni z Pernštejna a jejich peníze,[4]
- 28. února – Česká mincovna v Pardubicích – představení pamětní medaile Kunětická Hora/Rod Pernštejnů[5][6]
- 28. března – Východočeské muzeum, Pardubice – přednáška Jaroslava Teplého na téma Páni z Pernštejna od legendárních předků do 15. století.[7]
- 31. března – hrad Pernštejn – zahájení akce[8]
- 5. května – hrady Litice, Žampach a Potštejn – Pochod přes tři hrady
- 18. května – Muzeum Komenského-Poděbradská věž, hrad Helfštýn – Expozici archeologie (k vidění např. Pernštejnská nápisová deska z roku 1480 či model podoby hradu v 17. století v měřítku 1:100)[9]
- 27. května – Pernštejnská petarda – připomínka 415. výročí dobytí města Tata, na kterém měl velkou zásluhu Jan V. z Pernštejna s tzv. pernštejnskou petardou[8]
- 14. června/8. července – 54. ročník Mezinárodního operního festivalu Smetanova Litomyšl ('Pocta Pernštejnům-Hudba v architektuře)[10] – Pernštejnům a Španělsku byly věnovány dny 4. a 5. července.[11]
- 31. srpna – Schwarzenberský sál, zámek Třeboň – přednáška Jaroslava Pánka na téma Vilém z Rožmberka a Polyxena z Pernštejna[12]
- 9. září – Masarykovo náměstí v Bystřici nad Pernštejnem[13] – opera Bílá paní pernštejnská od Antonína Bočka a Antonína Emila Titla, od jejíž premiéry 28. května uplynulo 180 let.[14][15]
- říjen – Muzeum Komenského v Přerově – seminář o vztahu Pernštejnů k Helfštýnu[9]

Při příležitosti Pernštejnského roku se zároveň uskutečnilo natáčení dokumentárního filmu České televize, jenž nesl pracovní název Svět podle Pernštejnů, v režii Zory Cejnkové. Natáčení probíhalo např. v kostele sv. Bartoloměje v Pardubicích či na hradě Pernštejn.